# Lucio Fontana
Lucio Fontana (Rosario, província de Santa Fe, 19 de febrer de 1899 - Comabbio, Itàlia, 7 de setembre de 1968) va ser un pintor i escultor argentí de pare italià (Luigi) i mare argentina (Lucia Bottino, d'origen italià, actriu de teatre).

## Biografia
Va passar els primers anys de la seva vida a Itàlia. Es va allistar a l'exèrcit i va combatre a la Primera Guerra Mundial. Va ser ferit i li van atorgar una medalla de plata al mèrit. El 1921 va tornar a l'Argentina, on va romandre fins al 1928, treballant com a escultor al costat del seu pare fins al moment en què va obrir el seu propi estudi. Amb una formació escultòrica acadèmica, les seves primeres obres evolucionen de la figuració a l'abstracció. Empra sovint materials com la ceràmica, que tenen connotacions artesanes.

El 1928 va tornar a Itàlia, on el 1930 va presentar la seva primera exposició, organitzada per la galeria Il Milione, a Milà. Als anys trenta pertanyia a l'associació internacional Abstracció-Creació, que va reunir artistes com ara Hans Arp, Auguste Herbin i Georges Vantongerloo en la promoció de l'abstracció associada a una idea de llibertat. Durant aquesta dècada va viatjar diverses vegades entre Itàlia i França, treballant tant amb artistes d'art abstracte com amb expressionistes.
El 1940 va anar novament a Buenos Aires, Argentina, on el 1946 va fundar, juntament amb uns quants alumnes seus l'acadèmia Altamira i va donar a conèixer el Manifiesto Blanco, en el qual reivindicava la subordinació de la raó a l'inconscient i suggeria que el "canvi és una condició essencial de l'existència". Sosté que "La matèria, el color i el so en moviment són els fenòmens que desenvolupant-se simultàniament integren el nou art"
Novament a Milà, el 1947, va donar suport, amb altres escriptors i filòsofs, al primer Manifesto spazialista, o manifest de l'espacialisme, reprenent al mateix temps els seus treballs de ceràmica a Albisola.
Durant aquesta època, Fontana va deixar enrere l'escultura i es va acostar a la pintura, però immediatament trenca amb la superfície plana i l'espai comença a prendre el protagonisme.
El 1949 marca un punt d'inflexió: Fontana literalment forada la tela i crea el seu primer "Ambiente spaziale". Comença una sèrie d'obres perforades que va anomenar "Concetti spaziale", i que feien referència alhora a l'espai real i al conceptual. En aquest sentit, va ser un predecessor de l'art conceptual.
A partir de 1958 va iniciar la denominada serie de los tajos, consistent en forats o talls sobre la tela de les seves pintures, que dibuixen el signe del que ell mateix denomina "un art per a l'Era Espacial". És la sèrie "Concetti spaziale-attese".
Aquesta tècnica és considerada rupturista amb la pintura moderna i la transgressió de l'espai a través de l'esquinçament de la tela va produir repercussió en moviments artístics posteriors, com ara l'art povera i l'art conceptual.
El 1959, va fer les seves obres amb teles retallades i combinades amb diferents elements. Les va anomenar Quanta.
Va participar en la Biennal de San Pablo i a nombroses exposicions a Europa i Àsia, i també a Londres, París i Nova York.
Poc abans de la seva mort va participar en la manifestació Destruction Art, Destroy to Create (Art de Destrucció, Destruir per crear) al Finch College Museum of Art de Nova York. Després va abandonar Milà i es va dirigir a Comabbio, d'on era originària la seva família i on va morir el 7 de setembre de 1968.
Les seves obres són en col·leccions permanents de més de cent museus de tot el món.

## Obres
- Femme assise, 1931, bronze, 8 cm

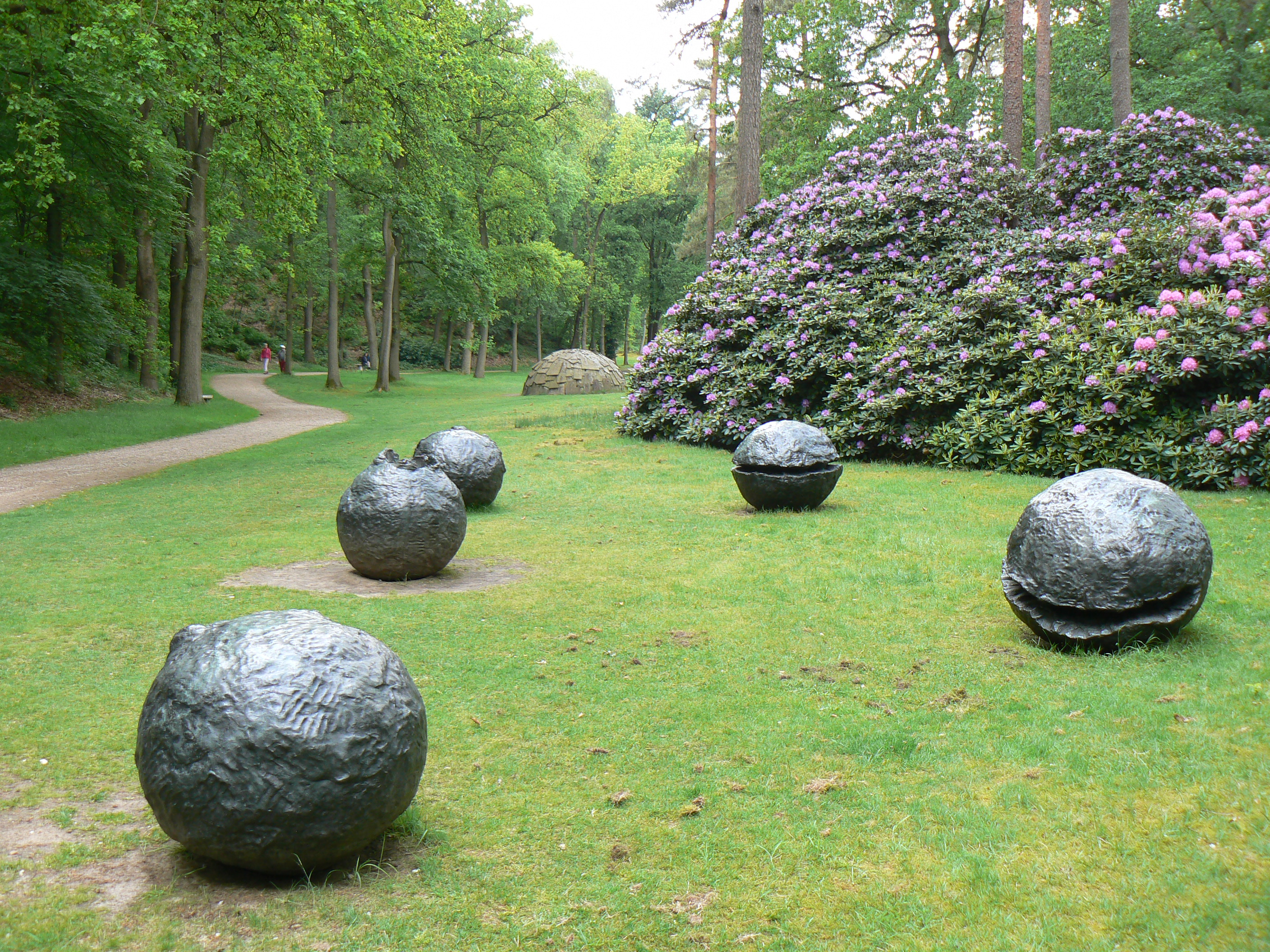
Concetto spaziale Natura (1959-1960), Parc de l'escultura del Musée Kröller-Müller, Països Baixos.

- Sculpture abstraite, 1932, 19 x 3 cm
- Femme se dénudant, 1947, escultura.[2]
- Scultura spaziale (47-SC.1), bronze, 1947, MNAM, París
- Ceramica spaziale (49-SC.6), escultura, 1949, MNAM, París
- Concetto spaziale (50-B.1), 1950, MNAM, París
- Concetto spaziale (57-G.4), 1957, guix sobre llenç, 65 x 54 cm, MNAM, París
- Concetto spaziale, 1955, oli sobre llenç i tècnica mixta, 80 x 65 cm, Galerie Karsten Greve[3]
- Buchi
- Tagli, 1958
- Concetto spaziale, Attese (T.104), 1958, Vinyl sobre llenç, 125 x 100,5 cm, MNAM, Paris
- Concept spatial, 1959
- Concetto spaziale, Natura (59-60-N.36), 1959-1960, Terra cuita, MNAM, París
- Concetto spaziale, 1960, oli sobre llenç, 110 x 250 cm, Galerie Karsten Greve[3]
- Concetto spaziale, Attesa, 1960, llenç natural, 69 x 69 cm
- Concetto spaziale, Venezia d'argento, 1961, aquarel·la, oli sobre llenç i incisions
- Concetto spaziale, La fine di Dio (63-FD.17), 1963, oli sobre llenç, 178 x 123 cm, MNAM, París
- Concetto spaziale,Teatrino (65-TE.76), 1965, pintura de vinil sobre tela i fusta pintada, 200 x 200 cm, MNAM, París
- Teatrino concetto spaziale, 1965, acrílic sobre tela i fusta pintada, 127 x 166 cm, Musée d'art de Toulon.
- Concetto spaziale, del 1966-1968, oli sobre tela i fusta pintada, 110 x 110 cm, MNAM, París.
- Figures noires, escultura, Reproducció en el "Le Monde diplomatique" n°652, Juliol 2008, p. 27.

Escrits
- Manifest Blanc, 1947